# Arrondissement di Fontenay-le-Comte
L'arrondissement di Fontenay-le-Comte è una suddivisione amministrativa francese, situata nel dipartimento della Vandea e nella regione dei Paesi della Loira.

## Composizione
L'arrondissement di Fontenay-le-Comte raggruppa 107 comuni in 9 cantoni:
- cantone di Chaillé-les-Marais
- cantone di La Châtaigneraie
- cantone di Fontenay-le-Comte
- cantone di L'Hermenault
- cantone di Luçon
- cantone di Maillezais
- cantone di Pouzauges
- cantone di Sainte-Hermine
- cantone di Saint-Hilaire-des-Loges